# Alejandro de Alejandría
San Alejandro de Alejandría (Alejandría, 250 - ibídem, 326) fue nombrado obispo de Alejandría en 313, con el nombre de (Ἀλέξανδρος), para suceder a San Aquiles de Alejandría, y se mantuvo en dicho cargo hasta su muerte. Y es conocido por ser el último patriarca de Alejandría del período pre-niceno.
Fue el decimonoveno patriarca de Alejandría título que precede al de papa de la Iglesia copta o patriarca de la Iglesia ortodoxa, previo al cisma del año 457.
Alejandro es famoso por su oposición a la llamada "herejía arriana", que afirmaba que Jesús no era Dios verdadero, sino solo el Hijo de Dios, que se había encarnado en Jesús de Nazaret; era el unigénito de Dios y por lo tanto tenía un origen temporal, la primera de las criaturas creadas, y por ello no era coeterno con su Padre.
Alejandro también es conocido por su doctrina apostólica y una de sus acciones más destacadas fue ordenar a un joven diácono de nombre San Atanasio, que más tarde sería célebre y admirado en toda la cristiandad. 
Alejandro aunque fue gentil con los arrianos, también fue determinado. Muchos lo acusan de haber comprometido la posición de la Iglesia, aunque otros autores afirman que fue impetuoso a causa de su posición irreductible. No obstante, debe ser considerado como un campeón en la enseñanza de la Iglesia católica, lo que está acreditado al incluirlo en su santoral por su celo pastoral, celebrándose su festividad el 26 de febrero,  en la Iglesia ortodoxa el 29 de mayo y en la Iglesia Copta el 17 de abril.
Durante mucho tiempo se dirigió a Arrio intentando convencerlo de su error antes de su excomunión, en el 321. La excomunión fue confirmada en el Sínodo de Alejandría. Su Circular Episcopal sobre la herejía arriana sobrevivió al tiempo que es una parte importante de la literatura eclesiástica de aquel período.
Como obispo, Alejandro prefería a los monjes, destacando aquellos que vivían como eremitas en el desierto, a los que consideraba como modelo para sus ovejas. También insistió en la caridad con los pobres en la diócesis bajo su control, virtudes por las que fue famoso.
Se considera a Alejandro como uno de los principales responsables del Primer Concilio de Nicea en el año 325, donde el arrianismo fue formalmente condenado. La labor de Alejandro en este concilio sería de capital importancia posteriormente, dado que unos años más tarde el emperador Teodosio I tomó la trascendental decisión de hacer del cristianismo niceno o catolicismo la religión oficial del Imperio mediante el Edicto de Tesalónica de 380.
Falleció en Alejandría en el año 326, según algunas tradiciones el 26 de febrero, dos años después de regresar del concilio, y habiendo nombrado a San Atanasio de Alejandría como su sucesor.